# Svedjebruk
Svedjebruk innebär att ett skogsområde bränns för att tillfälligt användas för sädesodling och bete som ett led i växelbruk.
Träden fälls och avbränns tillsammans med ris, torv och mossa, varefter askan sprids för att tjäna som gödselmedel och markytan får en grundbearbetning (tidigare med hjälp av gaffelplog och risharv). Den så kallade brändan besås vanligen med råg och får gräsbinda sig, med eller utan insådd av gräsfrö. Svedjelandet används sedan några år till betesmark och får så småningom åter växa igen till skog. Detta eftersom nackdelen med överdriven bränning var att den ansågs utarma jorden, varför svedjebruket i praktiken fungerade främst som växelbruk och användningen var därför delvis förbjuden eller inskränkt i lag. Med skogens ökade värde kom svedjebruket i stort sett att upphöra i Sverige.
Ett förhållandevis omfattande svedjebruk introducerades i huvudsak av svedjefinnarna (skogsfinnar) under förhistorisk tid med de första historiskt beskrivna fallen under 1400-talet.

## Svedjebruk i dag
Svedjebruk är en form av subsistensjordbruk i de tropiska regnskogsområdena i Afrika, Sydamerika och Sydostasien. När svedjemarkens växtkraft har förbrukats får den växa igen med skog. Eftersom en svedjemark ger skörd under bara några år måste man tillämpa ett slags växelbruk och låta åkern vila några år för att den skall återfå växtkraft. En alltför kort omloppstid kan snabbt förstöra möjligheterna att bedriva svedjebruk. På sveder i regnskogarna odlas främst grönsaker, rotfrukter och stärkelseväxter. Majs, bönor, banan, maniok och jams hör till den dagliga basfödan i de tropiska utvecklingsländerna. Men regnskogarna minskar i allt snabbare takt, och därför är även svedjebruket en produktionsform och livsstil på tillbakagång.

### Telkkämäki svedjegård
Telkkämäki är en svedjegård i Kaavi (Finland). Gården sköts enligt gamla traditionella metoder och fortfarande idkas svedjebruk där under sommaren. Kulturgården bildar hjärtat av Telkkämäki naturskyddsområde.

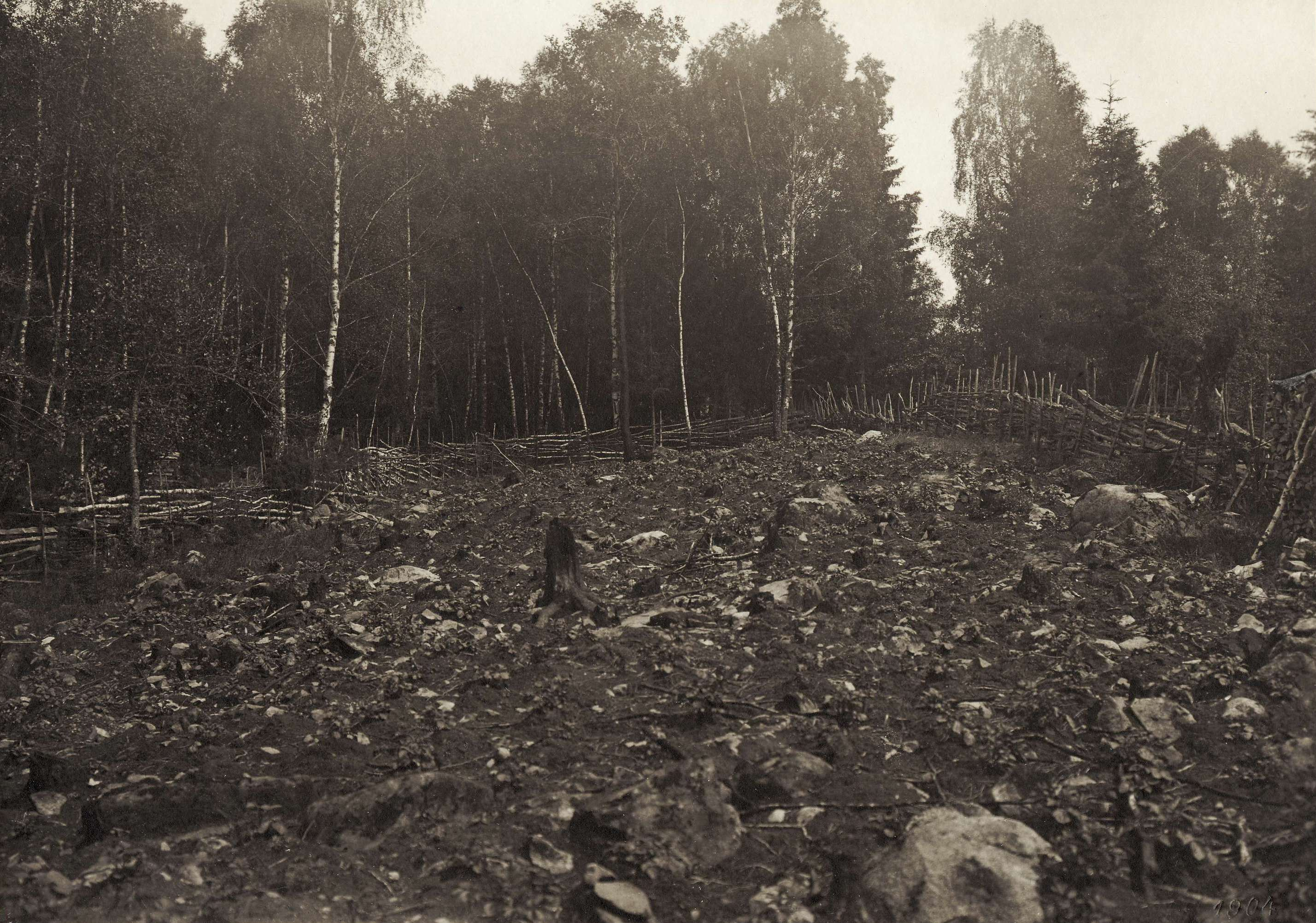
Svedjebruk i Slätafly, Torsås socken, Småland.
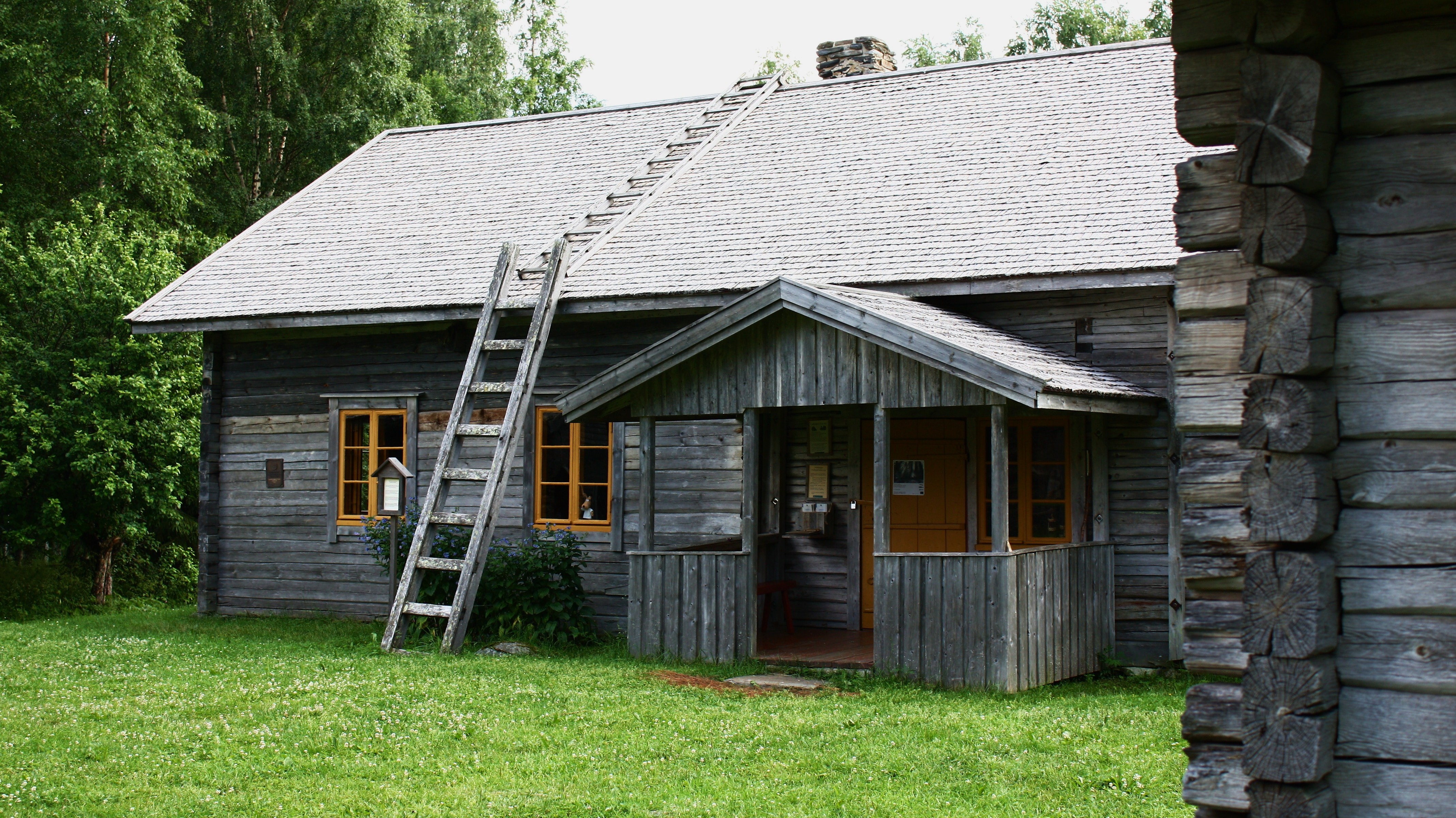
Telkkämäki kulturgård i Kaavi är numera en sevärdhet som är öppen för allmänheten.
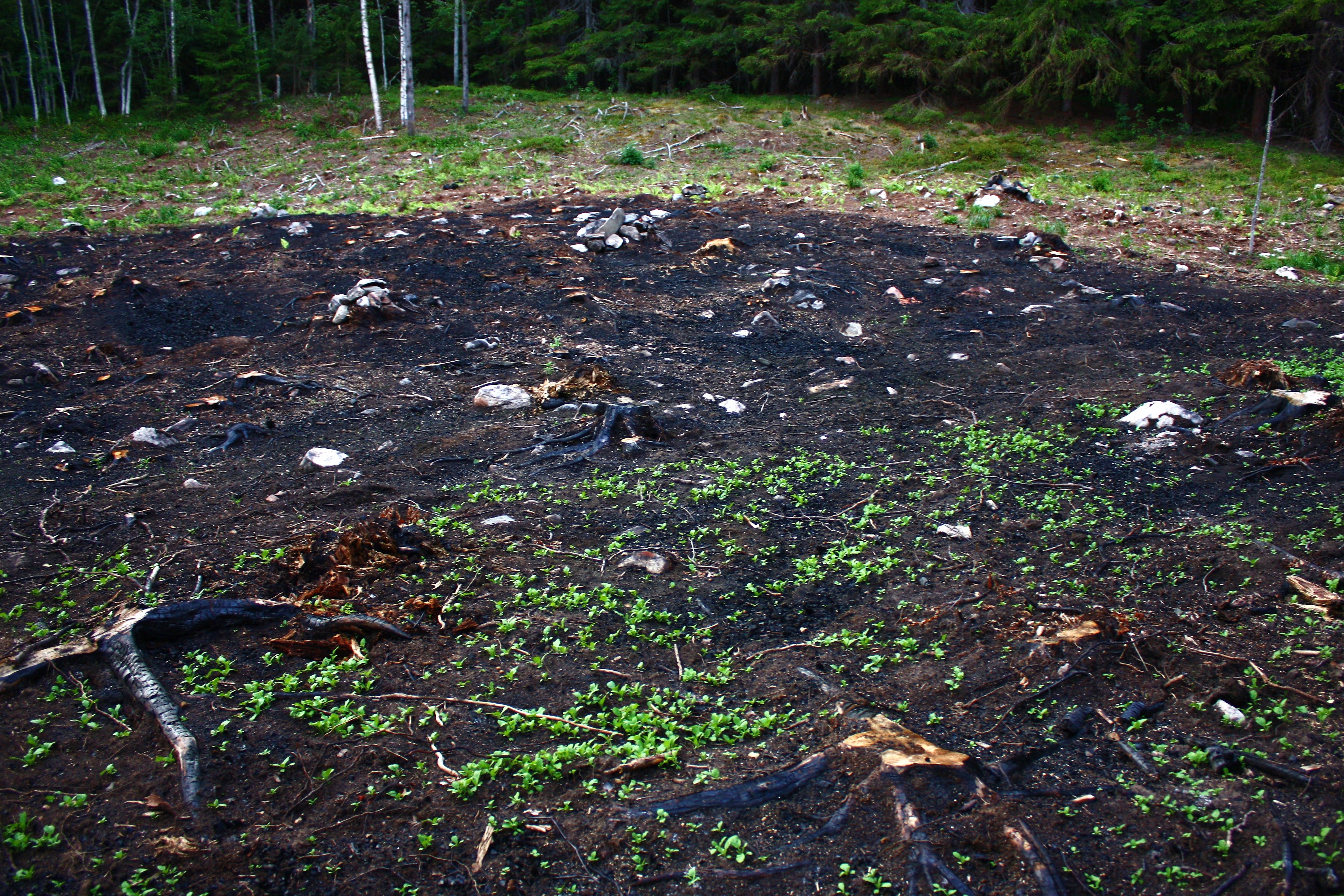
Forststyrelsen har allt sedan år 1993 idkat svedjebruk i Telkkämäki enligt traditionsenliga metoder.